# Podomyrma convergens
Podomyrma convergens é uma espécie de formiga do gênero Podomyrma, pertencente à subfamília Myrmicinae.